# Georg Morgenstierne
Georg Valentin von Munthe af Morgenstierne (2 de enero de 1892 - 3 de marzo de 1978) fue un profesor noruego de lingüística en la Universidad de Oslo. Se especializó en lenguas indoiranias.

## Estudios
Durante los años 1923 a 1971, Morgenstierne realizó trabajos de campo en Afganistán, Pakistán, India e Irán. En 1924 emprendió la primera de sus dos principales expediciones lingüísticas. Llegó a Kabul con una carta de presentación personal para el rey de Afganistán, enviada por el rey de Noruega. Además de estudiar las lenguas, Morgenstierne recopiló materiales científicos notables de la cultura de los pueblos regionales, como imágenes, películas de danzas ceremoniales preislámicas y grabaciones sonoras de lenguas casi extintas. Los materiales están disponibles en la base de datos de la Biblioteca Nacional de Noruega.

## Escritos
- Sus publicaciones  (enlace roto disponible en este archivo). listado en BIBSYS
- Informe sobre una misión lingüística a Afganistán. Instituttet for Sammenlignende Kulturforskning, Serie C I-2. Oslo. ISBN 0-923891-09-9
- Informe sobre una misión lingüística al noroeste de la India por Georg Morgenstierne ISBN 0-923891-14-5

## Otras lecturas
- Nils Johan Ringdal: Georg Valentin von Munthe af Morgenstiernes forunderlige liv og reiser Aschehoug 2008 ISBN 978-82-03-18833-6 (en noruego (bokmål))
- Ulf Andenæs: En norsk legende i Orienten. Bokanmeldelse i Aftenposten Kultur 22 May 2008 side 10 (en noruego (bokmål))
- Hartmut Haberland: Bokmelding, Nils Johan Ringdal, Georg Valentin von Munthe af Morgenstiernes forunderlige liv og reiser, Rask. Internationalt tidsskrift for sprog og kommunikation (Odense) 36: 103-111.